# Camuesa Cordobesa
Camuesa cordobesa es el nombre de la fruta del camueso, un árbol que es una variedad cultivar de manzano (Malus domestica). Esta variedad de la manzana es cultivada en pequeñas explotaciones agrarias de la Comarca Subbética, en el centro de Andalucía (España), especialmente en las localidades cordobesas de Carcabuey y Priego de Córdoba. También se cultiva en viveros dedicados a la conservación de árboles frutales en peligro de desaparición. La camuesa cordobesa es originaria de la provincia española de Córdoba, donde tuvo su mejor época de cultivo comercial antes de la década de 1960, a partir de la cual fue desplazada en cultivos y en consumo por variedades de manzanas selectas foráneas de mayor tamaño; actualmente se encuentra en menor medida, aunque se está revitalizando su cultivo y comercialización. 
Esta fruta tiene una acidez muy leve y durante siglos fue considerada como una de las mejores en España por su sabor.

## Historia
Las manzanas camuesa tuvieron su uso en la literatura del siglo de oro español. Así la camuesa aparece en la dedicatoria al Conde de Niebla de la ‘Fábula de Polifemo y Galatea’ del poeta y dramaturgo español del barroco, Luis de Góngora y Argote. También se la cita en la obra de Lope de Vega Carpio, Peribáñez y el comendador de Ocaña. También se hace eco el refranero, en un uso sinónimo al de manzana, “Sano como una camuesa”, dice el Diccionario dialectal peraleo, de Peraleda de la Mata, Cáceres, “se dice generalmente de personas que por su edad, condición física, circunstancias en las que han vivido, etc. deberían tener algún tipo de dolencia, pero están completamente sanas.”

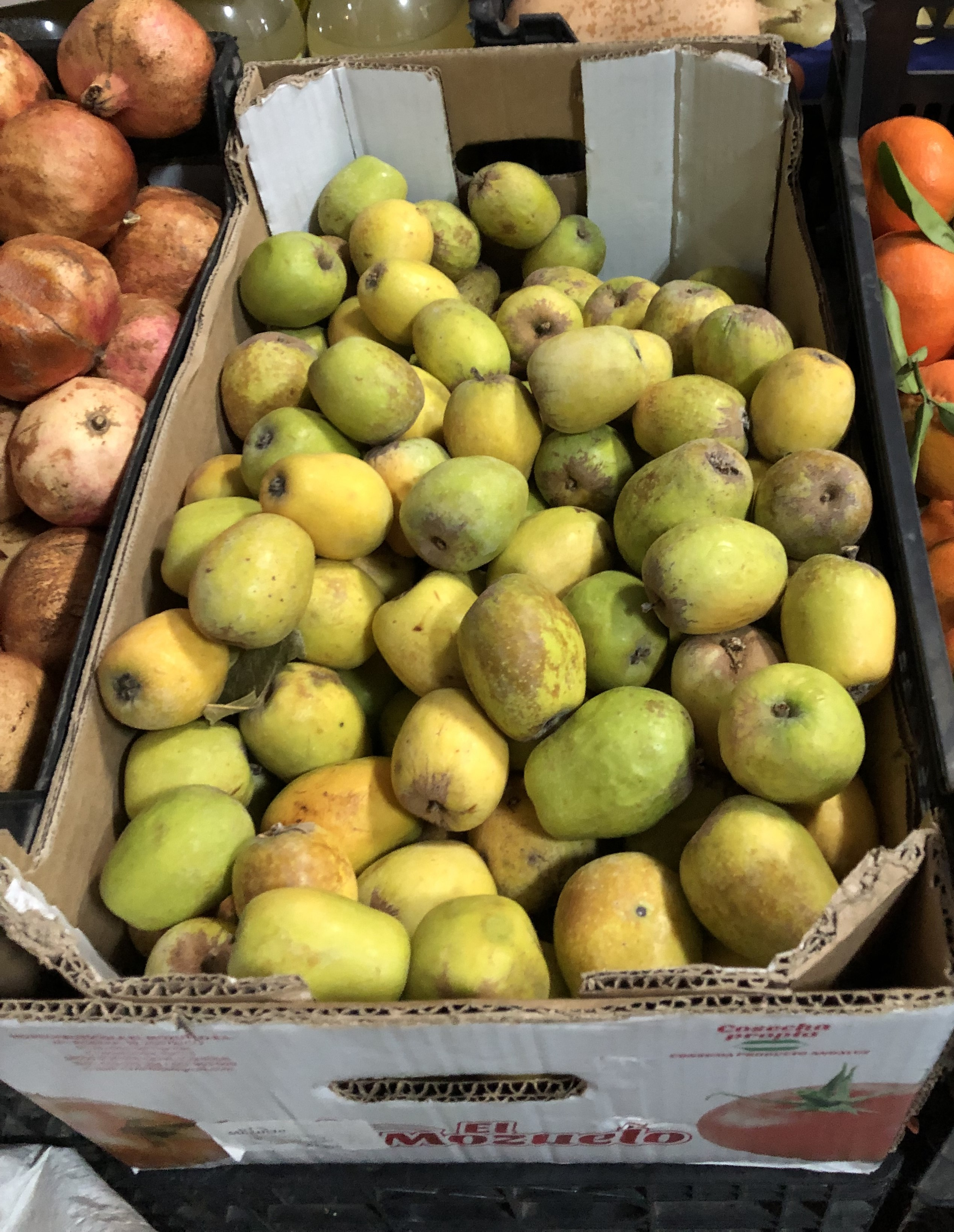
Camuesas a la venta en un pequeño supermercado de Priego de Córdoba

La camuesa cordobesa es una variedad de manzana de la comunidad autónoma de Andalucía (Carcabuey, y Priego de Córdoba, provincia de Córdoba), cuyo cultivo conoció cierta expansión en el pasado, siendo una de las variedades de las consideradas difundidas, clasificándose en esta manera, pues en las distintas prospecciones llevadas a cabo por las provincias españolas, se registraron repetidamente y en emplazamientos diversos, a veces distantes, sin constituir nunca núcleos importantes de producción. Eran variedades antiguas, españolas y extranjeras, difundidas en el pasado por los viveros comerciales y cuyo cultivo se ha reducido a huertos familiares y jardines privados.
Actualmente (2020) su cultivo está conociendo un resurgimiento, gracias al esfuerzo de cooperativas agrícolas de la zona. También se puede encontrar en algún vivero y en jardines o huertos particulares.

## Características
El árbol camueso de la camuesa cordobesa tiene un vigor medio; florece a finales de abril; tubo del cáliz ancho, cónico o medio y en forma de embudo con tubo corto, estambres insertos bajos.
La variedad de manzana camuesa cordobesa tiene un fruto de tamaño pequeño o medio; forma tronco-cónica, asimétrica, presenta contorno esférico irregular o elíptico; piel lisa, de tacto graso y bonito brillo acharolado; con color de fondo amarillo verdoso, sobre color ausente, y una sensibilidad al "russeting" (pardeamiento áspero superficial que presentan algunas variedades) débil; pedúnculo corto, ancho, globoso, sobresale poco la cavidad, anchura de la cavidad peduncular estrecha, profundidad de la cavidad peduncular poco profunda, borde irregular con chapa ruginosa en las paredes, y con importancia del "russeting" en cavidad peduncular medio; anchura de la cav. calicina amplitud estrecha, profundidad de la cav. calicina profunda, fondo con chapa ruginosa que sobresale por los bordes de forma estrellada, y con importancia del "russeting" en cavidad calicina fuerte; ojo medio, semicerrado o herméticamente cerrado; sépalos fuertes, de forma triangular y puntas partidas.
Carne de color blanco-crema; sabor característico de la variedad, ligeramente astringente recién cosechada, al cabo de un par de semanas adquiere un sabor muy agradable y dulce; corazón bulbiforme e irregular, a veces con doble línea que lo enmarca; eje abierto y celdas semi-lunares o estrechas; semillas medianas, de color marrón oscuro.
La camuesa cordobesa tiene una época de maduración y recolección tardía, se recoge desde finales de octubre hasta mediados de noviembre. Después de cosechada hay que dejar transcurrir varias semanas para que desarrolle todas sus cualidades de aroma y sabor. Tiene la ventaja de conservarse muchos meses después de recogida sin necesidad de cámara, ni ceras, ni conservantes. Se usa como manzana de mesa fresca, y en la cocina.